# Stazione di Strambino
La stazione di Strambino è una stazione ferroviaria posta sulla linea Chivasso-Aosta, è al servizio del comune di Strambino.

## Strutture e impianti
La stazione dispone di due binari, di cui uno a tracciato deviato per gli incroci. Ciascuno dei due binari è servito da una propria banchina: l'attraversamento dei binari avviane tramite passerella a raso.
È presente il fabbricato viaggiatori, che si sviluppa su due piani ma risulta completamente chiuso all'utenza.

## Movimento
La stazione è servita da treni regionali effettuati da Trenitalia nell'ambito del contratto di servizio stipulato con la Regione Piemonte.

## Servizi
La stazione dispone di:
- Biglietteria automatica

## Interscambi
- Fermata autobus